# (4233) Palʹchikov
(4233) Palʹchikov est un astéroïde de la ceinture principale.

## Description
(4233) Palʹchikov est un astéroïde de la ceinture principale. Il fut découvert le 11 septembre 1977 à Naoutchnyï par Nikolaï Tchernykh. Il présente une orbite caractérisée par un demi-grand axe de 2,40 UA, une excentricité de 0,19 et une inclinaison de 3,8° par rapport à l'écliptique.

## Compléments